# Verordnung (EU) Nr. 536/2014 über klinische Prüfungen mit Humanarzneimitteln
Die Verordnung (EU) Nr. 536/2014 über klinische Prüfungen mit Humanarzneimitteln (englisch Clinical Trial Regulation, CTR) ist seit dem 31. Januar 2022 offiziell anzuwenden und löst die vorherige Richtlinie 2001/20/EG über die Anwendung der guten klinischen Praxis ab. Sie gilt in den Mitgliedstaaten der Europäischen Union unmittelbar und muss daher nicht in nationales Recht umgesetzt werden.
Die Verordnung über klinische Prüfungen harmonisiert die Verfahren für die Bewertung und Überwachung von klinischen Prüfungen in der gesamten EU. Die Bewertung, Genehmigung und Überwachung klinischer Prüfungen fällt in die Zuständigkeit der EU-Mitgliedstaaten und der Länder des Europäischen Wirtschaftsraums (EWR). Vor der Einführung der Verordnung mussten die Sponsoren klinischer Prüfungen ihre Anträge bei den zuständigen nationalen Behörden und Ethikkommissionen in jedem Land separat einreichen, um eine Genehmigung für die Durchführung einer klinischen Prüfung zu erhalten.
Die Verordnung ermöglicht es den Sponsoren, über eine zentrale Online-Plattform, das so genannte Clinical Trials Information System (CTIS), einen einzigen Antrag auf Genehmigung einer klinischen Prüfung in mehreren europäischen Ländern einzureichen, um die Durchführung solcher multinationalen Prüfungen effizienter zu gestalten.
Wichtig für die Einordnung einer klinischen Studie in den regulatorischen Rahmen ist die Definition des Begriffs „klinische Prüfung Artikel 2, Absatz 2 der CTR“:
a) Der Prüfungsteilnehmer wird vorab einer bestimmten Behandlungsstrategie zugewiesen, die nicht der normalen klinischen Praxis des betroffenen Mitgliedstaats entspricht;
b) die Entscheidung, die Prüfpräparate zu verschreiben, wird zusammen mit der Entscheidung getroffen, den Prüfungsteilnehmer in die klinische Studie aufzunehmen, oder
Hieraus folgt, dass klinische Studien, die keine klinische Prüfung (wie bspw. nichtinterventionelle Studien) im Sinne der CTR sind, nicht dem Regelungsbereich derselben unterfallen, wie es auch in  Artikel 1 der der CTR in Verbindung mit Artikel 2 Punkt 4 beschrieben ist.

## Übergangsfristen für neu beantragte klinische Prüfungen
Bis zum 31. Januar 2023 konnten Antragsteller wählen, ob diese noch bis 31. Januar 2025 unter der Richtlinie 2001/20/EG durchgeführt werden sollten, oder bereits nach den Regelungen der CTR beantragt wurden.

## Übergangsfristen für gemäß Richtlinie 2001/20/EG durchgeführte Studien
Gemäß Richtlinie 2001/20/EG laufende Studien konnten bis 31. Januar 2025 weiter nach dieser fortgeführt werden. Alle klinischen Prüfungen, die bis zu diesem Zeitpunkt nicht beendet und abgemeldet werden konnten, mussten rechtzeitig auf die CTR übertragen werden, wofür ein Antrag notwendig war. Für den Fall, dass eine über den 31. Januar 2025 hinaus andauernde Laufzeit feststand, war das Abschließen des Übertragungsverfahrens einschließlich Bewertungsprozess vor dem 31. Januar 2025 mit einer Genehmigung erforderlich.